# Mitgliederverzeichnis der Arbeitsgemeinschaft der Spezialbibliotheken und der Sektion 5 des Deutschen Bibliotheksverbandes
Das Mitgliederverzeichnis der Arbeitsgemeinschaft der Spezialbibliotheken und der Sektion 5 des Deutschen Bibliotheksverbandes erschien in Jahresabständen erstmals 1973 und letztmals 1997.
Die Schriftenreihe war das Mitgliederverzeichnis der Arbeitsgemeinschaft der Spezialbibliotheken (ASpB), die auch als Herausgeberin fungierte, und der in Sektion 5 zusammengefassten wissenschaftlichen Spezialbibliotheken im Deutschen Bibliotheksverband (dbv). Der Erscheinungszeitraum bewegt sich in dem Zeitraum, dessen Anfang der Eintritt der ASpB in die Deutsche Bibliothekskonferenz 1973 markiert und dessen Ende durch die Gründung der Bundesvereinigung Deutscher Bibliotheksverbände (BDB) 1997 bestimmt ist.